# Wiki sobre la Historia de la Ingeniería y de la Tecnología
El sitio web Wiki de Historia de Tecnología e Ingeniería, Engineering and Technology History Wiki (ETHW), está basado en MediaWiki dedicado a la historia de la tecnología. Consiste en artículos, relatos de primera mano, historias orales e hitos y comenzó a funcionar en 2015.
Una sociedad entre la Fundación de Ingeniería Unida (UEF) y sus organizaciones miembros de ingeniería ASCE, AIME, AIChE, ASME, IEEE así como la Sociedad de Ingenieras Mujeres están desarrollando esta Wiki en inglés (ETHW) como un depósito histórico central para la documentación, el análisis y la explicación de la historia de tecnología. Para este propósito, UEF ha otorgado una subvención para desarrollar dicha plataforma web de ingeniería intersocial. Este trabajo se realiza principalmente en el Centro de Historia del IEEE, anexo al Instituto de Tecnología Stevens en Hoboken, NJ. Hoy, el ETHW es un sucesor de la antigua Red de Historia Global IEEE (IEEE GHN), que funcionó de 2008 a 2014. Por lo tanto, la mayor parte del contenido está relacionado con la ingeniería eléctrica, electrónica e informática hasta ahora. Como los campos de ingeniería civil, minería, metalúrgico y petróleo, ingeniería química e ingeniería mecánica serán cubiertas por miembros de las respectivas organizaciones en el futuro, ETHW pretende ser un récord mundial para preservar conocimiento de la historia de innovación tecnológica en un sentido amplio. Difiere de otras fuentes de línea, ya que las cuentas personales de los innovadores técnicos se ponen a disposición del público. Después de su inicio como plataforma común para varias sociedades de ingeniería en 2015, la Sociedad de Ingenieros de Mujer y la Sociedad de Ingenieros de Petróleo ya han aportado nuevos contenidos durante los primeros dos meses de 2015.

## Sectores

### Enciclopedia
Este sector incluye artículos sobre logros tecnológicos significativos (los antiguos artículos de STARS de IEEE GHN), artículos temáticos como introducción a importantes tecnologías y su evolución, biografías y relatos de la historia de sociedades de ingeniería.

### Historias orales
Las entrevistas se realizaron con personalidades importantes en los campos de interés. Se puede acceder a más de 500 transcripciones de tales entrevistas, que datan desde 1960.

### Historias de primera mano
ETHW ofrece a ingenieros, científicos e inventores la oportunidad única de publicar sus propias experiencias profesionales como cuentas de primera mano en este sitio web. Las historias de primera mano del equipo trabajando juntos en el mismo campo también son bienvenidas.¿Una amplia gama de historias de primera mano?, ya fueron escrita antes de que comenzara ETHW, ahora está incorporado en este sector de ETHW y se puede acceder a él.
La Sociedad americana de Ingenieros Civiles (ASCE) ha establecido una "Lista de los hitos que" incluyen edificios y monumentos excepcionales.
Más tarde, el IEEE ha empezado a seleccionar "Hitos de IEEE" para honrar los logros excepcionales en los campos de la ingeniería eléctrica, electrónica e informática.
Se puede encontrar información sobre cómo enviar un hito adicional de IEEE en un sitio web especial.
También hay una colección de "los hitos" escogidos por ASME como puntos destacados de ingeniería mecánica.

### Archivos
Este archivo incluye publicaciones, registros de audios y vídeos así como colecciones de documentos legados a esta organización.

### Educación
Para ayudar a los profesores preuniversitarios planean cursos de estudios sociales en Ciencia, Tecnología y Sociedad según lo define una Tarea Estándares del NCSS, ETHW proporciona planes de lección para una serie de temas adecuados.